# Alcis mavi
Alcis mavi là một loài bướm đêm trong họ Geometridae.